# 馬來長吻鱷
馬來長吻鱷（学名：Tomistoma schlegelii），也叫馬來鱷。

## 瀕危等級
列入CITES附錄1和1996年IUCN紅皮書目錄，因數據不足，暫定為極危種或瀕危種。

## 形態特點
形似恒河鱷，但其頭部會逐漸往口鼻部縮窄，不僅嘴巴沒有恆河鱷來的長，也沒有雄性恒河鱷吻端的球狀突起。體色為橄欖綠色，背上有模糊的黑色橫條紋；尾部強而有力，有助游泳，眼睛則有黃-棕色虹膜，這點在鱷魚中相當少見。

## 分布
曾经认为在中國大陸的嶺南一帶古代有馬來鱷，主要分佈在內陸河，當代已不存。目前此物种被认定为韩愈鳄属。馬來西亞、蘇門答臘和婆羅洲，於泰國已滅絕。曾有報導稱，在蘇拉威西島和越南亦有馬來鱷分布，但未經進一步證實。

## 生物學
馬來鱷最普通的棲息地是森林泥炭沼澤地。馬來鱷具細長而窄的嘴，適於捕食魚類，但是分析其胃內容物，牠的食性很廣，不是一種專吃魚類的鱷。馬來鱷的胃內被發現有食蟹猴、小鼷鹿、野豬、狗、鳥、巨蜥、蛇、蝦等，此外，還有石子和露兜樹葉，有兩例還被發現有許多寄生線蟲。

## 繁殖
雌鱷長至2.5~3米時達性成熟，每年旱季6~8月為其造巢期。其特點是所有巢均建在大樹基部的泥炭丘上，泥炭丘是由植物屍體等有機物質逐漸沉積於樹根而形成的。巢由於於葉子、樹枝和碎木块等建成，呈丘狀，沒有利用雜草，這點和其他鱷不同。巢直徑為1.2~1.4米，高約0.6米。卵產於卵窩中，每窩卵有15~60枚，卵較大。

## 分類
對於馬來鱷的系統發生及分類地位，專家的看法很不一致。根據形態學的證據，傳統分類將其歸於真鱷科或亞科。

## 種群動態及保護
由於馬來鱷的生境要求有特定的漂浮植物叢和成蔭的水邊棲息棲息地，故一段時期來不斷地砍伐森林、修築水壩、開闢新水道、非法捕獵，已使其棲息地大量喪失。

## 化石記錄
雖然馬來鱷（Tomistoma schlegelii）是切喙鱷屬中唯一現生種，但切喙鱷曾分布在古近紀、新近紀和第四紀的台灣、烏干達、意大利、葡萄牙、埃及和印度。

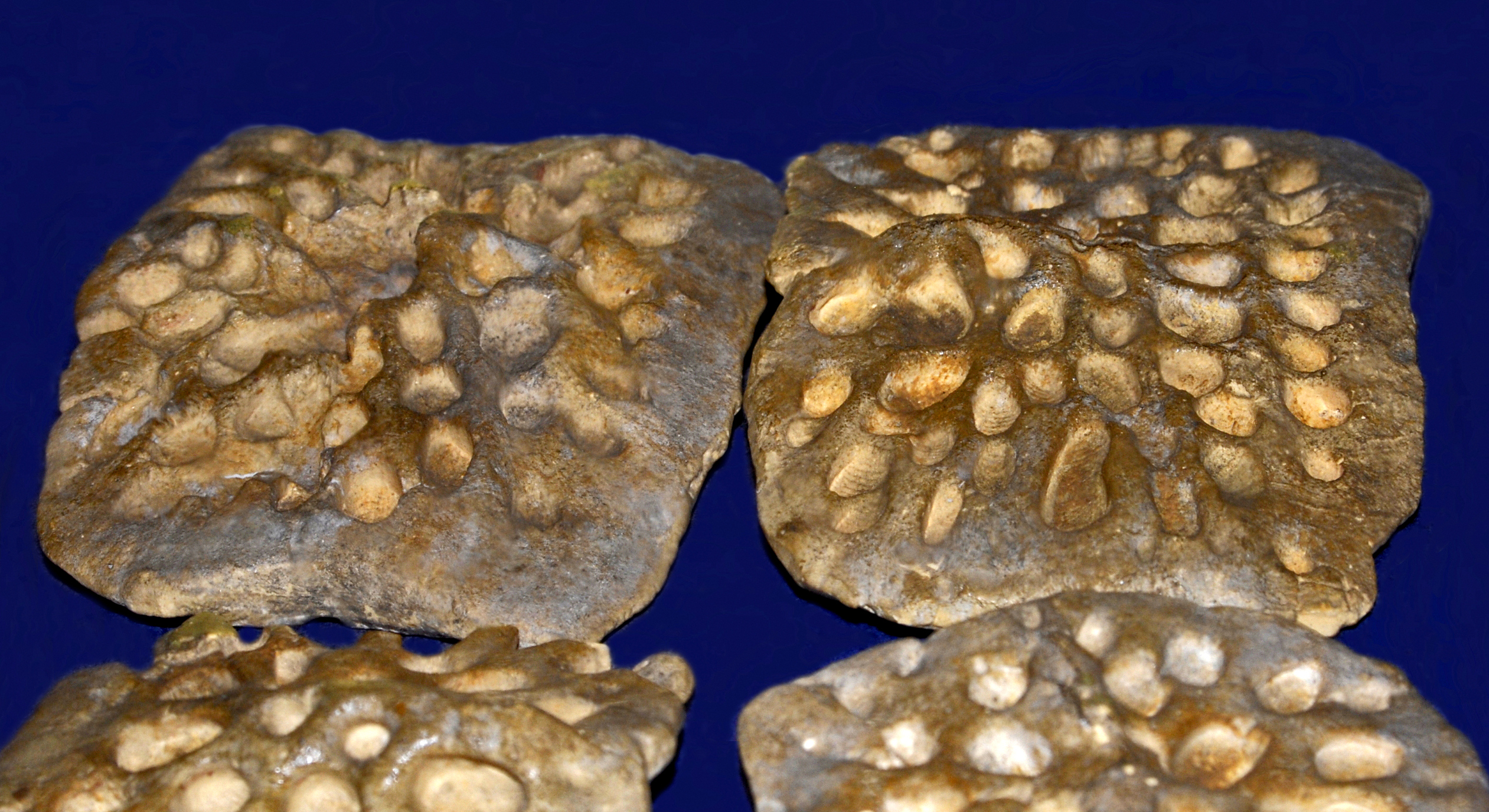
卡尼亞里長吻鱷 （"Tomistoma" calaritanus）的骨板化石